# Neitron
Neitron (indice GRAU 14F01), également appelé Tekhnolog, est une famille de  satellites de reconnaissance militaires radar russes dont le premier lancement a eu lieu en février 2022. 

## Caractéristiques
Ce type de satellite est développé par la société NPO Machinostroïenia. Cette société, implantée à Reoutov dans la banlieue de Moscou et spécialisée dans la fabrication de missiles de croisière, est également le constructeur du satellite d'observation de la Terre radar civil Kondor. 
Il n'existe aucune information officielle précise sur les caractéristiques du satellite. La plateforme utilisée semble être identique à celle du satellite Kondor. 
La première mention du satellite remonte à 2017. Dénommé Cosmos-2553, l'inclinaison orbitale sur laquelle le satellite a été placé (67°) est identique à celle des satellites d'écoute électronique Pion-NKS  et Lotos mais il circule à une altitude beaucoup plus élevée (2000 kilomètres) et inhabituelle pour un objet spatial,. En effet, cette zone est soumise à de fortes radiations.
En 2024, les Etats-unis déclarèrent que Cosmos-2553 est lié à un programme d'emport d'une charge nucléaire, violant de fait le traité de l'Espace de 1967. Les experts estiment que ce satellite pourrait être capable de générer une impulsion électromagnétique nucléaire dans l'Espace pouvant endommager ou mettre hors d'usage de très nombreux satellites.

## Satellite
| Satellite   | Identifiant COSPAR | SATCAT | Date de lancement | Site de lancement     | Lanceur            | Plan orbital périgée x apogée x incl. |
| ----------- | ------------------ | ------ | ----------------- | --------------------- | ------------------ | ------------------------------------- |
| Cosmos-2553 | 2022-011A          | 51511  | 5 février 2022    | Plessetsk (site 43/3) | Soyouz 2.1a/Fregat | 1 992 km x 1 999 km x 67.09°          |